# Beondegi
Beondegi is een populaire snack uit de Koreaanse keuken. Het betekent letterlijk verpopping, zoals van een rups die vlinder wordt. Beondegi bestaat gestoomde of gekookte poppen van de zijdevlinder (Bombyx mori).
In Korea worden ze vaak verkocht bij marktkraampjes op straat, waar men vaak uit een papieren bekertje eet met een tandenstoker, maar ze zijn ook verkrijgbaar in restaurants en drinkgelegenheden. Ingeblikte beondegi is te vinden in supermarkten.